# 데이 브레이크
《데이 브레이크》(영어: Day Break)는 2006년 11월에 방영된 미국의 드라마로, 6회분만 방영되고 취소되었다. 하지만, 2008년 TV 원 채널이 미방영분을 이어서 방영하였다.